# Lago La Vota
Con il termine La Vota si indica una serie di laghetti di acqua salmastra lungo la costa del comune di Gizzeria  in provincia di Catanzaro. I laghi principali sono: La Vota, che è il lago più grande, La Vota Piccola che è poco più che una pozza, e La Vota Piraina, nei pressi dell'abitato di Gizzeria Lido, che viene collegato al mare per far defluire l'acqua.
Negli anni ottanta si è formato un nuovo lago, detto La Vota Nuova e nel 2006 si è formato un ulteriore lago.

## Sito di Importanza Comunitaria
L'insieme dei laghi è riconosciuto come Sito di Importanza Comunitaria (SIC-101) perché è l'ultimo lago costiero salmastro della costa tirrenica calabrese e luogo di sosta per uccelli acquatici migratori, tra cui il falco pescatore e il falco di palude. Vi sostano anche il tarabuso, il tarabusino, l'airone rosso, la sgarza ciuffetto.

## La formazione dei laghi La Vota
La loro origine è legata alla dinamica costiera particolarmente mobile nella zona o secondo alcune fonti storiche al terremoto del 27 marzo 1638, durante il quale tutta la costa ha subito un abbassamento tettonico lungo una faglia parallela alla costa.

## Infrastrutture e trasporti

### Strade
In autostrada i laghi possono raggiunti facilmente tramite l'autostrada A2 con le uscite di Lamezia Terme e Falerna. Imboccando la SS 18 in direzione nord se si proviene da Lamezia Terme o in direzione sud provenendo da Falerna si incontrano, dopo pochi chilometri, i laghi La Vota, posti a sud della località Capo Suvero di Gizzeria, dove si apre la vasta piana di Sant'Eufemia.

### Porti
Proprio grazie al collegamento con il mare, La Vota Piraina è usato come piccolo porto naturale, gestito da privati, per piccole imbarcazioni da diporto. Dotato di acqua ed energia elettrica, ma non di rifornimento di carburanti, il porto è un luogo di partenza per la pesca col bolentino sulle secche circostanti.
Il porto di origine borbonico invece era ubicato proprio nel lago La Vota